# Genusa
Genusa is een geslacht van nachtvlinders uit de familie van de spanners (Geometridae). De wetenschappelijke naam van het geslacht is voor het eerst geldig gepubliceerd door Walker in 1855.

## Soorten
De volgende soorten zijn bij het geslacht ingedeeld:
- Genusa bigutta Walker, 1855[1]
- Genusa dohertyi Holloway, 1994[3]
- Genusa simplex Warren, 1897[4]
- Genusa hollowayi Cui, Xue, Zhang & Han, 2014[2]